# Arkadiusz Skonieczny
Arkadiusz Skonieczny (ur. 27 listopada 1956 w Wyszkowie) – polski piłkarz, obrońca, potem trener. W polskiej ekstraklasie zawodnik Widzewa Łódź i Radomiaka.
Piłkę nożną zaczął trenować w Bugu Wyszków. Następnie reprezentował barwy grającego w grupie północnej II ligi, RKS-u Ursus. W 1977 przeszedł do Widzewa Łódź, w którym w wieku 20 lat zadebiutował w najwyższej klasie ligowej (27 listopada 1977: Wisła Kraków – Widzew 1:1).
Potem grał kolejno w Motorze Lublin, Radomiaku i Lubliniance, po czym wrócił do Radomia i ponownie występował w miejscowym Radomiaku. W sezonie 1983/1984 wywalczył z nim awans do I ligi, najwyższej wówczas klasy ligowej. Po roku „Zieloni” zostali zdegradowani. Skonieczny w tym czasie w I lidze rozegrał 28 spotkań i strzelił 1 bramkę. Później wyjechał do Niemiec i występował w barwach Großalmerode. Karierę zawodniczą kończył na boiskach Luksemburgu jako zawodnik Ettelbrig.
Po powrocie do Polski zajął się pracami szkoleniowymi. Trenował m.in. Radomiaka i KS Warka.